# Kinixys belliana
Kinixys belliana (цинікса Белла) — вид черепах з роду Цинікса родини Суходільні черепахи. Має 4 підвиди. Інші назви «гладенька цинікса», «саванна черепаха». Отримала назва на честь британського зоолога Томаса Белла.

## Опис
Загальна довжина сягає 22 см. Голова помірного розміру, проте товста. Панцир дещо сплощений зверху, витягнутий. Не має горбків чи гребінців. Звідси походить інша назва цієї черепахи — гладенька цинікса. Задня частина карапаксу з'єднана з основною частиною поперечним суглобом. Задня частину карапаксу може закривати хвіст, притискаючись до пластрону. Хвіст довгий та товстий.
Забарвлення панцира коливається від світло—жовтого кольору з зелений відтінком до червонувато-коричневого кольору. Пластрон більш жовтуватий ніж карапакс. 

## Спосіб життя
Полюбляє сухі місцини з пагорбами та чагарниковою рослинністю. Харчується рослинами, плодами, хробаками, равликами, пуголовками, дрібними безхребетними.
Парування відбувається з листопада до березня. Самиця відкладає від 2 до 6 яєць. За сезон буває 2 кладки.

## Розповсюдження
Мешкає по всій Центральній і Південній Африці, а також на о. Мадагаскар.

## Підвиди
- Kinixys belliana belliana
- Kinixys belliana domerguei
- Kinixys belliana nogueyi
- Kinixys belliana zombensis